# Lothar von Heinemann
Ernst Adolf Hermann Lothar von Heinemann, född 19 februari 1859 i Bernburg, död 23 februari 1901 i Tübingen, var en tysk historiker, son till Otto von Heinemann.
von Heinemann, som sedan 1898 var professor i historia vid universitetet i Tübingen, skrev bland annat Geschichte der Normannen in Italien (1894).